# Gigaglossa
Matopo là một chi bướm đêm thuộc họ Noctuidae.